# Sven Nylander
Sven Olof Nylander (ur. 1 stycznia 1962 w Varbergu) – szwedzki lekkoatleta specjalizujący się w biegach płotkarskich, trzykrotny uczestnik letnich igrzysk olimpijskich (Los Angeles 1984, Barcelona 1992, Atlanta 1996).

## Sukcesy sportowe
- dwukrotny mistrz Szwecji w biegu na 110 metrów przez płotki – 1979, 1983
- czterokrotny mistrz Szwecji w biegu na 400 metrów przez płotki – 1982, 1987, 1990, 1992[1]
- halowy mistrz Szwecji w biegu na 400 metrów – 1981[2]

| Rok  | Miasto      | Zawody               | Konkurencja                          | Wynik                 |
| ---- | ----------- | -------------------- | ------------------------------------ | --------------------- |
| 1982 | Ateny       | mistrzostwa Europy   | bieg na 400 m ppł sztafeta 4 × 400 m | 7. miejsce 8. miejsce |
| 1983 | Helsinki    | mistrzostwa świata   | bieg na 400 m ppł                    | 4. miejsce            |
| 1984 | Los Angeles | igrzyska olimpijskie | bieg na 400 m ppł                    | 4. miejsce            |
| 1986 | Stuttgart   | mistrzostwa Europy   | bieg na 400 m ppł                    | brązowy medal         |
| 1987 | Rzym        | mistrzostwa świata   | bieg na 400 m ppł                    | 4. miejsce            |
| 1990 | Split       | mistrzostwa Europy   | bieg na 400 m ppł                    | srebrny medal         |
| 1994 | Helsinki    | mistrzostwa Europy   | bieg na 400 m ppł                    | srebrny medal         |
| 1995 | Göteborg    | mistrzostwa świata   | bieg na 400 m ppł                    | 5. miejsce            |
| 1996 | Atlanta     | igrzyska olimpijskie | bieg na 400 m ppł                    | 4. miejsce            |

## Rekordy życiowe
- bieg na 110 metrów przez płotki – 13,98 – Helsinki 09/08/1986
- bieg na 400 metrów przez płotki – 47,98 – Atlanta 01/08/1996 (były rekord Szwecji)